# Podslon, Stara Zagora
Podslon (în bulgară Подслон) este un sat în comuna Stara Zagora, regiunea Stara Zagora,  Bulgaria. 

## Demografie
Componența etnică a satului Podslon
     Bulgari (100%)
     Nicio identificare (0%)
     Altele (0%)
La recensământul din 2011, populația satului Podslon era de 151 locuitori. Din punct de vedere etnic, toți locuitorii erau bulgari.